# Liste der Monuments historiques in Lugos (Gironde)
Die Liste der Monuments historiques in Lugos (Gironde) führt die Monuments historiques in der französischen Gemeinde Lugos auf.

## Liste der Bauwerke
| Bezeichnung      | Beschreibung | Standort | Kennzeichnung | Schutzstatus | Datum | Bild           |
| ---------------- | ------------ | -------- | ------------- | ------------ | ----- | -------------- |
| Kirche St-Michel |              | (Lage)   | PA00083612    | Classé       | 1957  | weitere Bilder |

## Liste der Objekte
- Monuments historiques (Objekte) in Lugos (Gironde) in der Base Palissy des französischen Kultusministeriums